# Марринер, Невилл
Невилл Ма́рринер, также Ме́рринер (англ. Neville Marriner; 15 апреля 1924, Линкольн — 2 октября 2016, Лондон) — британский дирижёр и скрипач.

## Биография
Учился в Королевском музыкальном колледже в Лондоне и в Парижской консерватории (класс скрипки Рене Бенедетти). Как скрипач выступал с Лондонским филармоническим оркестром и Лондонским симфоническим оркестром, работал с Тосканини, Фуртвенглером, Караяном. Изучал дирижёрское искусство в США у Пьера Монтё. В «1958 году создал камерный оркестр современных инструментов Академия Святого Мартина в полях», записал с ним множество произведений. В 1969—1978 годах был музыкальным руководителем Лос-Анджелесского камерного оркестра, в 1979—1986 — оркестра Миннесоты, в 1986—1989 — симфонического оркестра Штутгартского радио. Являлся также главным приглашённым дирижёром Оркестра Кадакеса.
Сын — кларнетист Эндрю Марринер.

## Репертуар
Репертуар Марринера-дирижёра включал как композиторов эпохи барокко, так и английскую музыку XX века (Бриттен), в том числе — оперную. Но главный его композитор — Моцарт, именно он отбирал, аранжировал и записывал со своим оркестром музыку для фильма Милоша Формана «Амадей» (1984).

## Признание
Командор Ордена Британской Империи (1979). Кавалер Ордена искусств и литературы (Франция, 1995). Возведен в рыцарское достоинство в 1985 году.
Введён в Зал славы журнала Gramophone.